# 桐生工業
桐生工業（日语：桐生工業株式会社）為日本速霸陸麾下之子公司，專門製造速霸陸汽車車款之特殊改裝車輛、二手翻新引擎及變速箱等產品。

## 概要與沿革
創立於1960年12月23日，是為富士重工業（今速霸陸）之子公司。翌年第一代速霸陸Sambar上市，該公司負責生產此車款的車體零件；1975年起由該公司負責Sambar的訂製改裝業務。1998年完成位於太田市的新工廠，翌年將土地、廠房售予母公司。2001年起負責生產速霸陸車系的特殊福祉車輛，同年度並展開二手翻新品之業務。2007年開始生產速霸陸的電動車及翻新其水平對臥六缸引擎，2011年吸收合併速霸陸客製工房（（日語）スバルカスタマイズ工房）。

## 旗下部門
- 本社：群馬縣桐生市相生町2-704
- 伊勢崎工廠：群馬縣伊勢崎市末廣町100

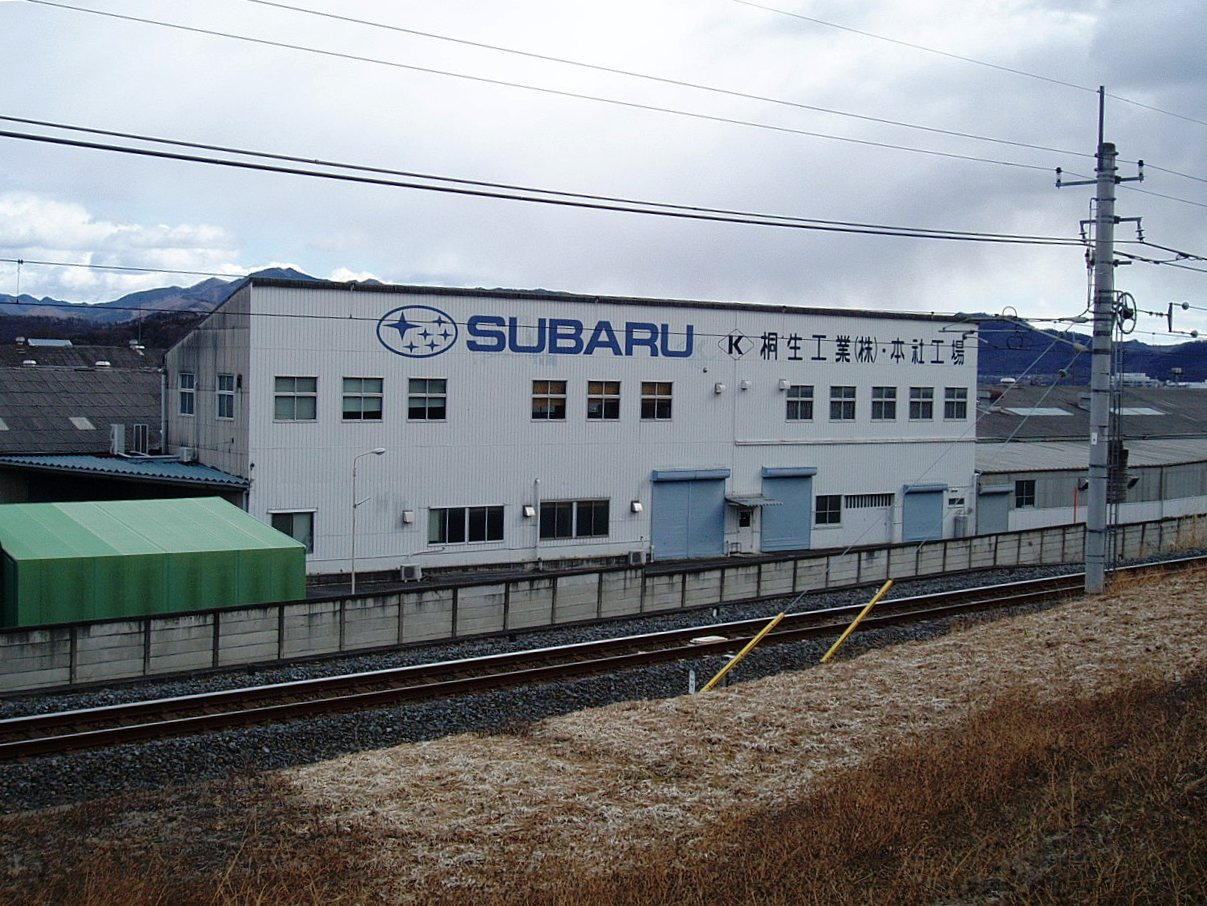
本社工廠（生產部）

## 內部連結
- 速霸陸
- 速霸陸客製工房

## 外部連結
- （日語）官方網站 （页面存档备份，存于）